# Vicia larissae
Vicia larissae là một loài thực vật có hoa trong họ Đậu. Loài này được Prima miêu tả khoa học đầu tiên.